# Rose (Doctor Who)
Rose es el primer episodio de la primera temporada moderna de la serie británica de ciencia ficción Doctor Who. El episodio fue escrito por el show runner Russell T Davies y dirigido por Keith Boak. Se emitió originalmente el 26 de marzo de 2005. 
En el episodio, Rose Tyler se encuentra con un hombre misterioso llamado el Doctor en los grandes almacenes donde trabaja mientras es atacada por unos maniquíes de plástico viviente. Ella comienza a indagar sobre él y juntos descubren un complot alienígena urdido por la Conciencia Nestene para conquistar la Tierra. Rose y el Doctor consiguen evitar la invasión y ella acepta la oferta de viajar a través del espacio y el tiempo junto al Doctor en la TARDIS.
Marca el debut de Christopher Eccleston como el Noveno Doctor y Billie Piper como la acompañante Rose Tyler. Fue asimismo el primer episodio de Doctor Who desde la última temporada de la serie clásica en 1989 y la película de 1996. Fue visto por 10,81 millones de espectadores en el Reino Unido y recibió buenas críticas de los especialistas.

## Argumento
Una tarde, Rose Tyler (Billie Piper) se ve atrapada en el sótano de los grandes almacenes de Londres donde trabaja, rodeada por maniquíes de plástico que han despertado a la vida. Es rescatada por un hombre que se presenta como El Doctor, quien le dice que se vaya del edificio. Después, hace explotar el transmisor que controlaba a los maniquíes desde la azotea del edificio, destruyendo todo el edificio en el proceso. El Doctor visita a la ahora desempleada Rose y la rescata de un segundo ataque por un brazo de maniquí que se había llevado a casa despreocupadamente, pero rechaza darle más explicaciones.
Rose entonces habla con su novio, Mickey Smith (Noel Clarke), sobre su experiencia, y encuentran una página web conspiracionista que dice que un hombre con la descripción del Doctor ha aparecido en distintos momentos de la historia. Rose y Mickey van a visitar a Clive (Mark Benton), el hombre que lleva la página. Mientras Rose está en su casa, Mickey es secuestrado por un cubo de basura y reemplazado por un duplicado de plástico.
Cuando el falso Mickey intenta interrogar a Rose sobre el Doctor, este aparece y decapita al duplicado. El Doctor se lleva entonces a Rose a la TARDIS, e intenta usar la cabeza del falso Mickey para localizar la señal de control. Entonces la cabeza se derrite de repente, pero Rose se da cuenta de que el transmisor debe ser el London Eye. El Doctor le explica a Rose que es un alienígena y que el falso Mickey es una criatura de plástico vivo controlado por una señal desde el London Eye. Le cuenta que tiene un frasco de antiplástico para, si fuera necesario, matar un alienígena llamado la Conciencia Nestene.
Cuando el Doctor y Rose descienden bajo la ciudad, descubren que la Conciencia Nestene se ha instalado justo debajo del London Eye. El Doctor intenta negociar con ella, pero se enfurece cuando él se identifica como un Señor del Tiempo, echándole la culpa por la destrucción de su planeta durante una "guerra". La Conciencia Nestene activa a todos los maniquíes en el Queens Arcade, donde muchos clientes son asesinados a disparos, incluyendo a Clive. El Doctor también es retenido por dos maniquíes, pero Rose le rescata y el antiplástico cae en la tina donde vivía la Conciencia Nestene, matándola, y desactivándose todos los maniquíes.
Tras abandonar el lugar junto a Mickey, que era prisionero por la Conciencia Nestene, el Doctor le ofrece a Rose más aventuras con él. Al principio, Rose lo rechaza, preocupada por su madre y por Mickey, pero acaba uniéndose al Doctor cuando este le explica que la TARDIS puede viajar en el tiempo además de en el espacio.

### Continuidad
El Doctor viaja en solitario ya en su novena encarnación cuando comienza la historia. Sus comentarios sobre su apariencia cuando se mira en un espejo en el piso de Rose implican que la regeneración es muy reciente. El debut de Jon Pertwee como el Tercer Doctor en Spearhead from Space también comenzaba con él ya regenerado y sin acompañante. Es, sin embargo, la primera (y única) ocasión en que la serie no explica las circunstancias que motivaron la regeneración. Esta explicación tardaría en llegar 8 años, cuando en el especial del 50 aniversario de la serie, El día  del Doctor (2013) se mostró por primera vez la regeneración.
Cuando Rose entra en la TARDIS, se ve un perchero a un lado de la puerta, un mueble que ya estaba presente en la sala de control de la serie original. Tanto los autones como la Conciencia Nestene aparecieron por primera vez en el serial Spearhead from Space (1970). Los autones reaparecieron en Terror of the Autons (1971) de Robert Holmes. Se ve la primera mención de la Proclamación de las Sombras, una policía intergaláctica mencionada varias veces durante la nueva serie y que al final aparece en La Tierra robada (2008). El Doctor menciona que los planetas de proteínas de los Nestenes fueron destruidos en una guerra, una en la que también luchó él. Esta es la primera mención de la Guerra del Tiempo, que se convertiría en uno de los hilos argumentales principales de la serie moderna.

## Producción

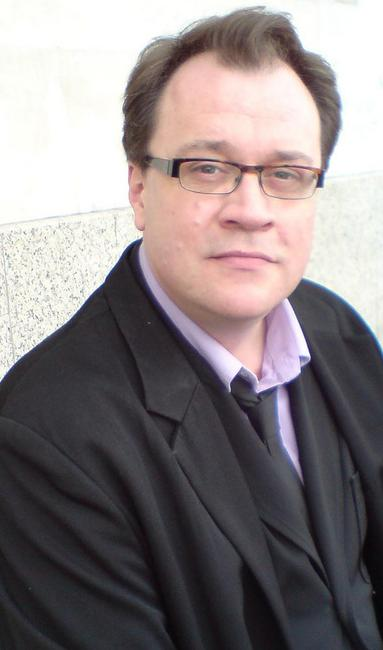
Russell T Davies llevaba intentado revivir la serie desde finales de los años 1990 y escribió ocho de los trece episodios de la primera nueva temporada, incluyendo Rose

Rose era una producción interna de BBC Wales para BBC One, y se produjo en Cardiff, Gales entre julio y agosto del 2004. Este fue el primer episodio de Doctor Who producido en panorámico, y regresó al formato de 45 minutos por primera vez desde 1985. Oficialmente, la BBC considera este episodio como el primer episodio de la primera temporada, ya que la corporación comenzó desde cero la numeración de los capítulos. Algunos fanes, sin embargo, consideran este episodio como el primero de la temporada 27 para reflejar la historia anterior del programa. El guion gráfico del episodio fue realizado por Anthony Williams.
El episodio fue pensado para mostrar el punto de vista de Rose Tyler. Para identificarse con la audiencia, Davies quería que la amenaza alienígena fuera reconociblemente humana y que Rose pensara durante los primeros veinte minutos que podrían ser humanos. Davies pensaba que no había necesidad de crear un nuevo monstruo y que los Autones encajaban con el objetivo. Las secuencias con los Autones fueron difíciles de rodar porque los trajes eran muy incómodos para los actores y tuvieron que hacer muchos cortes.
Aunque el episodio está ambientado en Londres, Queens Arcade, donde los autones despiertan a la vida, está realmente en Cardiff, Muchas de las localizaciones en Cardiff para este episodio estaban muy próximas entre sí. Henrik's es actualmente los grandes almacenes Howells, la pizzeria es La Fosse, junto al St David's Hall, y la calle donde Rose se une al Doctor es el St David's Market.

### Sitios web ficticios
El sitio web ficticio de Clive, "Who is Doctor Who?", existe en la realidad y lo mantiene y actualiza la BBC como si los eventos de la serie fueran reales. El sitio del mundo real es un poco diferente al que se ve en el episodio, con diferente color de fondo. En el sitio, la imagen del dibujo junto al Kratatoa dice "FECHA: 1880, Sumatra", contradiciendo la fecha real de la erupción, el diálogo de Clive en el episodio y la fecha misma del dibujo. Una nota posterior en el sitio decía que Clive murió en la masacre de los maniquíes. Aunque su muerte no se muestra en pantalla, se intuía claramente.
Rose busca información sobre el Doctor en un buscador llamado search-wise.net. Aunque el sitio existe realmente, se creó específicamente para su uso en programas de televisión y películas.
El sitio web producido por la BBC para la UNIT indica que los eventos de la historia ocurren contemporáneamente a su emisión original, el 26 de marzo de 2005. Sin embargo, un póster en Alienígenas en Londres indica que Rose ha estado desaparecida desde el 6 de marzo.

## Emisión y recepción

### Filtraciones antes de la emisión
El 8 de marzo del 2005, Reuters anunció que una copia del episodio se había filtrado por internet y que se estaba compartiendo a través de BitTorrent. Esa versión no tenía los nuevos arreglos de la sintonía de Murray Gold. La filtración se siguió hasta una tercera compañía en Canadá que tenía una copia legal de preestreno. El empleado responsable fue despedido por la compañía y la BBC consideró tomar acciones legales.

### Emisión y recepción
Los sondeos de audiencia del Broadcasters' Audience Research Board mostraban que el episodio atrajo a una media de 9,9 millones de espectadores de la audiencia disponible durante la tarde. En su punto máximo, tuvo 10,5 millones de espectadores, un 44,3% de cuota de audiencia. Rose competía con Ant and Dec's Saturday Night Takeaway de ITV, que atrajo una audiencia de 8,5 millones. Las mediciones finales de audiencia, incluyendo las grabaciones en video que se vieron durante la semana posterior a la transmisión, fueron de 10,81 millones de espectadores, la tercera audiencia más alta de la BBC esa semana y la séptima de todos los canales. En algunas regiones, los primeros minutos de la emisión original del episodio el 26 de marzo se mezclaron accidentalemente con algunos segundos de sonido de Graham Norton presentando Strictly Dance Fever.
El 30 de marzo, cuatro días después de la emisión del episodio en Reino Unido, la BBC anunció que había aprobado otra temporada completa. El mismo día, la BBC publicó un comunicado, aparentemente de Eccleston, diciendo que abandonaría el papel en Navidad, por miedo a quedar encasillado. Después la BBC admitió que esta declaración no venía oficialmente de Eccleston, con quien no habían contactado antes de que respondiera a las preguntas de la prensa después de que saltara la noticia.
Rose se emitió por primera vez en Estados Unidos en Sci-Fi channel el 17 de marzo de 2006. Se emitió en un programa doble junto al episodio siguiente, El fin del mundo. Davies originalmente tenía intención de emitir los dos episodios juntos en Reino Unido, pero le hizo la petición a la BBC demasiado cerca de la fecha de emisión.

### Recepción de la crítica
Rose ha recibido críticas positiva y se le considera el éxito del relanzamiento del programa. Harry Venning de The Stage alabó el guion de Davies, sobre todo por tomarlo en serio y hacerlo terrorífico. Le agradó la interpretación de Piper y Rose, que era más independiente que sus predecesoras. Sin embargo, pensó que Eccleston era "la gran decepción del programa" ya que parecía no encajar en un papel de fantasía. Dek Hogan, de Digital Spy, dijo que el valor de la producción se había incrementado respecto a la serie clásica, y alabó la interpretación y los personajes de Eccleston, Piper y Clarke. Sin embargo, señalaron que algo del humor - como el cubo de basura eructando tras absorber a Mickey - no hacía tanta gracia a un adulto. El crítico de The Sydney Morning Herald, Robin Oliver, alabó a Davies por "tomar un acercamiento adulto a uno de los personajes más famosos de la televisión" y "olvidarse de los valores de producción de bajo presupuesto del pasado para hacer a su nuevo doctor competitivo en el mercado de la alta tecnología". Kay McFadden de The Seattle Times describió el revival como "soberbio", "inteligente y bien hecho". Michael Hanlon de Daily Mail dijo que "como fan deseo realmente que esta nueva serie tenga éxito. Está viva, bien filmada y los efectos especiales aguantan el tirón. Tiene humor, un ingrediente vital si la nueva serie quiere tener éxito". También señaló que todo lo que era necesario en Doctor Who estaba presente en Rose.